# Onopordum acaulon
Onopordon à tige courte, Onopordon sans tige
Espèce
Onopordum acaulon L., l'Onopordon à tige courte ou Onopordon sans tige,, est une espèce de plantes dicotylédones de la famille des Astéracées. Il s'agit d'un chardon dont la floraison a lieu au creux de la rosette de feuilles, contrairement aux autres espèces du même genre qui développent de hautes tiges.

## Description

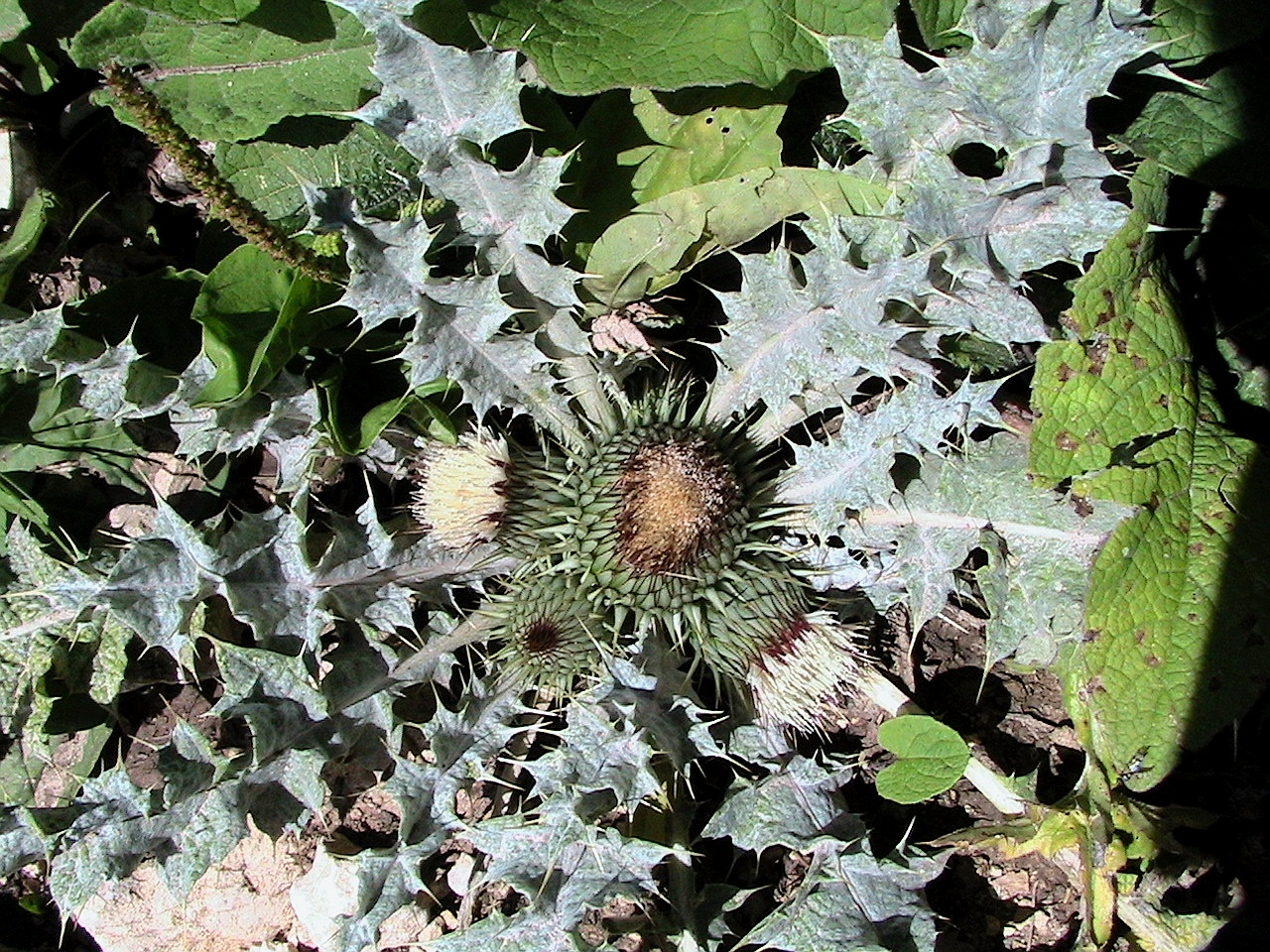
Spécimen photographié à 1830 m d'altitude, en Catalogne.

## Synonymie
Onopordum pyrenaicum DC., 1813

## Classification
Cette espèce a été décrite en 1763 par le naturaliste suédois Carl von Linné (1707-1778).

### Liste des sous-espèces
Selon Catalogue of Life (15 juin 2015) :
- sous-espèce Onopordum acaulon subsp. acaulon